# Jan Smeekens
Johannes Adrianus Albertus "Jan" Smeekens (ur. 11 lutego 1987 w Raalte) – holenderski łyżwiarz szybki, srebrny medalista olimpijski, trzykrotny medalista mistrzostw świata oraz zdobywca Pucharu Świata.

## Kariera
Specjalizuje się w krótszych dystansach, szczególnie w biegu na 500 metrów. Pierwszy medal na międzynarodowej imprezie zdobył w 2011 roku, kiedy zajął trzecie miejsce w biegu na 500 m podczas dystansowych mistrzostw świata w Inzell. W zawodach tych wyprzedzili go jedynie Lee Kyou-hyuk z Korei Południowej oraz Japończyk Jōji Katō. Wynik ten powtórzył na rozgrywanych dwa lata później dystansowych mistrzostwach świata w Soczi, tym razem ulegając Koreańczykowi Mo Tae-bumowi i ponownie Jōjiemu Katō. na tym samym dystansie wywalczył również srebrny medal podczas igrzysk olimpijskich w Soczi w 2014 roku, rozdzielając na podium swoich rodaków: Michela Muldera i Ronalda Muldera. Michel Mulder wyprzedził Smeekensa jedynie o 0,1 sekundy. Cztery lata wcześniej, podczas igrzysk w Vancouver Holender zajął szóste miejsce w biegu na 500 m. Na tym samym dystansie zdobył też złoty medal na dystansowych mistrzostwach świata w Gangneung w 2017 roku. Wielokrotnie stawał na podium zawodów Pucharu Świata, odnosząc przy tym szesnaście zwycięstw. Najlepsze wyniki osiągnął w sezonie 2012/2013, kiedy zwyciężył w klasyfikacji końcowej 500 m. Ponadto w sezonie 2009/2010 był drugi, a w sezonie 2013/2014 trzeci w tej samej klasyfikacji. W sezonie 2012/2013 zajął też drugie miejsce w klasyfikacji generalnej, przegrywając tylko z Jorritem Bergsmą.